# لي جي وون
لي جي وون (بالكورية: 이지원)‏ هي ممثلة كورية جنوبية، ولدت يوم 30 أغسطس 2006 في جيمهاي في كوريا الجنوبية.

## روابط خارجية
- Lee Ji-won على موقع IMDb (الإنجليزية)
- Lee Ji-won على موقع IMDb (الإنجليزية)
- Lee Ji-won على موقع قاعدة بيانات الفيلم (الإنجليزية)

لم يتم العثور على روابط لمواقع التواصل الاجتماعي.